# إريك سيمون
إريك سيمون (بالألمانية: Erik Simon) (و. 1950  م) هو مترجم، وكاتب، وكاتب خيال علمي ألماني، ولد في درسدن.